# Márk (település)
Márk (szlovákul: Markovce) község Szlovákiában, a Kassai kerület Nagymihályi járásában.

## Fekvése
Nagymihálytól 22 km-re délre, az Ondava mellett fekszik.

## Története
1281-ben említik először. A 15. században az Izsépy, Cseley, Doby és Ricsey családok birtoka. A 18. században az Orosz család a tulajdonos a községben. 1787-ben 55 házában 457 lakos élt.
A 18. század végén Vályi András így ír róla: „MÁRK. Tót falu Zemplén Várm. földes Urai több Uraságok, lakosai külömbfélék, fekszik Kácsándhoz, és Málczához 1/4 órányira, térséges határja 3 nyomásbéli, búzát, gabonát, zabot, árpát, ’s tengerit terem, erdeje, szőleje nints, száraz esztendőben legelővel bővelkedik, piatza Nagy Mihályon, és Újhelyben.”
Első iskolájáról 1816-ban történik említés. 1828-ban 98 háza volt 734 lakossal.
Fényes Elek 1851-ben kiadott geográfiai szótárában így ír a faluról: „Márk, tót-magyar-orosz falu, Zemplén vmegyében, Málcza fil. 360 romai, 220 g. kath., 90 ref., 55 zsidó lak., 820 hold szántóföldekkel. F. u. többen.”
Borovszky Samu monográfiasorozatának Zemplén vármegyét tárgyaló része szerint: „Márk, kisközség 109 házzal és 554 tótajkú s nagyobbára róm. kath. vallású lakossal. Postája, távírója és vasúti állomása Bánócz. Hajdan Márk, Mirch, Mérk, Mirk és Merk neveken szerepelt. Legősibb birtokosa a Márki család volt, de 1220-ban a Buttkayak kapnak rá királyi adományt. A XV. század elején két Márk szerepel s az egyiknek a Márkiak, a másiknak 1405-ben az Isépy, Cselei s a Dobi családok a földesurai. 1406-ban Varjú Mátyást is némely részeibe iktatják. 1423-ban a Lasztócziakat is itt találjuk, 1425-ben Ricsei Ambrus, 1436-ban a Csók család is birtokosa. Ez időben vára is említve van, mely valószínűleg egy a málczai várral, miután egykorú birtokosai is ugyanazok s a két község is szomszédos egymással. 1498-ban Sztrithey Lászlót és Horkai Györgyöt, 1507-ben Ibrányi Lászlót, 1546-ban Fejérthóy Jánost, 1553-ban a Wiczmándyakat, Buttkayakat s a Málczayakat, 1576-ban, a mikor Alsó- és Felső-Mirk szerepel, Leökös Imrét, 1581-ben Málczay Györgyöt, 1588-ban a Melith és Horváth családokat, 1592-ben Bánóczy Simont és Palaticz Annát iktatják némely részeibe. Az 1598-iki összeírás tíz birtokosát sorolja fel, névszerint Soós Andrást, Czobor Mihályt, Bánóczy Simont, Nyárády Albertet, Lórántffy Lászlót, Palocsay Györgyöt, Zokoly Pétert, Palaticz Jánost, Wiczmándy Kristófot és Wiczmándy Miklós özvegyét. 1635-ben a Lorántffy-rész Rákóczy András és felesége kapja, s 1693-ban Básthy Lászlót iktatják egy kúriába. 1730-ban Isák Istvánnak is van itt birtoka. Ezeket követik a Stépán, Orosz, Nempty, Vékey, Galambos, Szívy, Fekete, Vass és Wiczmándy családok. Most nagyobb birtokosa nincs. A község gör. kath. temploma 1816-ban épült. Ide tartozik Zámiska-tanya.”
1920-ig Zemplén vármegye Nagymihályi járásához tartozott.

## Népessége
| Év:            | 1994. | 2004.    | 2014.    | 2024.    |
| -------------- | ----- | -------- | -------- | -------- |
| Emberek száma: | 655   | 808      | 936      | 1081     |
| Eltérés:       |       | +23,35 % | +15,84 % | +15,49 % |

| Év:            | 2023. | 2024.   |
| -------------- | ----- | ------- |
| Emberek száma: | 1073  | 1081    |
| Eltérés:       |       | +0,74 % |

1910-ben 597, túlnyomórészt szlovák anyanyelvű lakosa volt.
2001-ben 760 lakosából 670 szlovák volt.
2011-ben 895 lakosából 721 szlovák volt.
2021-ben 1058 lakosából 37 (+21) cigány, 1 (+4) ruszin, 968 (+2) szlovák, 3 (+1) egyéb és 49 ismeretlen nemzetiségű volt.

## Neves személyek
- Itt született 1931-ben Ladislav Deák szlovák történész, aki Közép-Európa és a Balkán történetével foglalkozott a két világháború között.

## Nevezetességei
- Szent Péter és Pál apostolok tiszteletére épített görögkatolikus temploma 1816-ban épült. 1925-ben megújították.